# Pyrenocollema pelvetiae
Pyrenocollema pelvetiae är en lavart som först beskrevs av G. K. Sutherl., och fick sitt nu gällande namn av David Leslie Hawksworth. Pyrenocollema pelvetiae ingår i släktet Pyrenocollema och familjen Xanthopyreniaceae.   Inga underarter finns listade i Catalogue of Life.